# Demon Slayer: Kimetsu no Yaiba, le film : En route vers l'entraînement des piliers
Demon Slayer: Kimetsu no Yaiba, le film : En route vers l'entraînement des piliers (「鬼滅の刃」絆の奇跡、そして柱稽古へ, Kimetsu no Yaiba Kizuna no Kiseki, Soshite Hashira Geiko e) est un film d'animation japonais réalisé par Haruo Sotozaki et produit par ufotable, sorti en 2024. Il s'agit de l'adaptation de l'arc narratif homonyme du manga Demon Slayer de Koyoharu Gotōge, couvrant ainsi la suite de la série d'animation homonyme et du film précédent, également réalisé par Haruo Sotozaki au studio ufotable.

## Fiche technique
- Titre français : Demon Slayer: Kimetsu no Yaiba, le film : En route vers l'entraînement des piliers
- Titre original : Kimetsu no Yaiba Kizuna no Kiseki, Soshite Hashira Geiko e (「鬼滅の刃」絆の奇跡、そして柱稽古へ?)
- Œuvre originale : Demon Slayer par Koyoharu Gotōge (publié par Shūeisha)
- Réalisation : Haruo Sotozaki
- Scénario : ufotable
- Character designs : Akira Matsushima
- Producteur :
- Musique : Yuki Kajiura et Go Shiina (ja)
- Chanson thème :
- Studio d'animation : ufotable
- Société de production : Aniplex
- Société de distribution : 
  - Tōhō (Japon)
  - Crunchyroll (France)
- Pays d'origine :  Japon
- Langue originale : japonais
- Format : couleur
- Durée : 104 minutes
- Dates de sortie :
  - Japon : 2 février 2024
  - États-Unis : 3 février 2024
  - Suisse : 21 février 2024
  - France : 24 février 2024

## Distribution

### Voix originales
- Natsuki Hanae : Tanjirō Kamado
- Kengo Kawanishi : Muichiro Tokito
- Akari Kito : Nezuko Kamado
- Yoshitsugu Matsuoka : Inosuke Hashibira
- Hiro Shimono : Zenitsu Agatsuma

### Voix françaises
- Martin Faliu : Tanjirō Kamado
- Margaux Maillet : Nezuko Kamado
- Maxime Baudouin : Zenitsu Agatsuma
- Christophe Lemoine : Inosuke Hashibira

Source : carton de doublage.